# 大正週間漫画 ゲラゲラ45
『大正週間漫画 ゲラゲラ45』（たいしょうしゅうかんまんが ゲラゲラよんじゅうご）は、1979年4月8日から1983年3月27日までテレビ朝日系列局で放送されていたテレビ朝日製作のバラエティ番組である。放送時間は毎週日曜 12:00 - 12:45 （日本標準時）。

## 概要
前期においては当時の漫画作品を基にしたコントを毎週5本ほど放送していた。放送開始からしばらくの間は、江口寿史の『すすめ!!パイレーツ』を題材にしたコントがあった。
当初は大正製薬の一社提供で放送されていたが、途中から複数社提供になったため、同時に『週間漫画 ゲラゲラ45』と社名を外したタイトルに変更された。また、当初は前番組『まっ昼間!笑っちゃおう』からの継続出演者である坂上二郎がメインを務めていたが、後にあのねのね主演に変更されて坂上は降板し、同時に漫画を基にしたコントも取りやめられた。折の漫才ブームと重なったこともあり、これ以後は「ゲラゲラ漫才スペシャル」という企画を放送するようになった。

## 出演者
- 坂上二郎
- あのねのね
- 秋ひとみ - 「スター取調室」のコーナーに婦人警官役で出演。
- 稲川淳二 - 「スター取調室」内にある牢屋の囚人
- 新井薫子 - 「スター取調室」のコーナーに婦人警官役で出演。
- B&B
- 片岡鶴太郎
- 伊東四朗
- 大山のぶ代
- 由美かおる
- 高見知佳 - 「いっぺぇやっぺぇ」に出演[2]。
- 岡田ますみ - 「いっぺぇやっぺぇ」に出演[2]
- 星セント・ルイス
- 山本麒一
- イッセー尾形 - アナウンサーのムトベさん役で出演。
- 及川ヒロオ
- 横山エミー
- 岩浪とも子
- 榊原るみ
- 秋野暢子
- 細川かかし（松次郎） - 細川たかしの実父[3]。
- エリカ - 第4代カバーガール[4]、マリリン・モンローのそっくりさんとして出演。
- 水野ますみ - 第5代カバーガール[5]
- キャンキャン - 第6代カバーガール[6]
- ほか多数

## コーナー

### マンガさしすせ荘
「さしすせ荘」というマンションを舞台にしたコント。坂上がメインの頃に行われていた。

### あのねのねのスター取調べ室
放送開始から1年後に始まったコーナーで、番組の前半に放送。
あのねのねの清水國明が刑事部長(デカ長)、原田伸郎がコスプレ好きの取調べ担当刑事、秋ひとみが婦人警官（女性警察官）に扮し、ゲストの芸能人を容疑者に見立てて取り調べていた。前期には稲川淳二が囚人役でレギュラー出演し、秋が芸能界を引退してからは新井薫子が婦人警官役を務めていた。後期には、芸能人が白を切った時には梨元勝がレポートしたVTRを見せるやり取りがあった。
正月スペシャルでは時代劇バージョンで行われた。原田は奉行役で登場した。
秋の卒業回では秋を取り調べ、最終回ではゲストを招かず、清水と原田がそれまで各々のしてきた事を取り調べあっていた。この回で原田から番組そのものが終了することを聞かされた清水は、「エッ!?『とびだせものまね大作戦』は終わっちゃうし、『ヤンヤン歌うスタジオ』も危ないと言うし…」と呟いた。

### どっきりギャグカメラ
B&B主演のコーナー。漫才ブーム以降、番組の冒頭で行われていた。
このコーナーでは、最初にカメラリハーサルと称して長めのコントを放送。本番途中でコントの内容変更などがあり、必ず島田洋八などが罠に引っ掛かるドッキリ企画となっていた。観客を入れた公開収録で、中には週刊誌記者など芸能人以外の男性がドッキリのターゲットになることもあり、途中から バケツで水をかけられたり、メリケン粉で顔を真っ白にさせられたり、着ている肉襦袢に生きたウナギを入れられたりと、ハードなイタズラも多々あった。 島田洋七は仕掛け人の役で必ず罠には掛からず、作戦が成功すると「どっきりギャグカメラー！」と叫んでコーナーを締めくくった。その後ターゲットを舞台下に案内するも 降りる階段が壊れる仕掛けになっていて ターゲットを転倒させ、上から大量のメリケン粉を降らせ全身を真っ白にさせ、字幕で「人間天ぷら一丁あがり!」と画面いっぱいに表示され コーナーを終えることが多かった。

### 元気一発！ハッ鶴マン
片岡鶴太郎扮する「ハッ鶴マン」がさまざまな場所へ行き、旅館の手伝いや酒造りなどに挑戦するコーナー。
回を重ねるにつれてコント風のコーナーになっていき、毎回コーナーの最後に「スーパー・リキにハーレーダビッドソンのバイクで引っ張られながら帰る」「ヤクザに布団に包まれた挙句に階段から落とされる」などの悲惨な目に遭わされるのがパターンとなっていた。林家木久蔵（現・林家木久扇）に毎回、文句を言われていた。
出発時に掛かる音楽は玉川カルテットが担当した。

### きっと明日はいい日だろう
伊東四朗扮する「お父さん」が主人公のサラリーマンコントで、「自宅」「公園」「飲み屋」の3パートで構成。公園のパートでは、毎回高見知佳がスケバン役（前期）または「スター取調べ室」の秋のような婦人警官役（後期）で登場した。飲み屋のパートでは、毎回お父さんが行きつけの小料理屋「一平八平（いっぺえやっぺえ）」でおつまみを頼んでいた。
このコーナーのスタイルは、後番組の『やすきよ笑って日曜日』にも継承された。伊東は、同番組の後番組である『みんな気まぐれ日曜日』にも出演した。

### 壁ぎわ窓ぎわどんまぎわ
上記「きっと明日はいい日だろう」のリニューアル版。主役が伊東四朗なのは不変だが、行きつけの店が小料理屋からスナックになるなど、設定が一部変更されている。

## その他
- 当時テレビ朝日のアニメ『ドラえもん』でドラえもんの声を担当していた大山のぶ代は、本番組の宣伝もドラえもんの口調で行っていた。
- その大山は、本番組のコントで小料理屋「一平八平（いっぺえやっぺえ）」のおかみ役を務めていた。料理を得意とする大山は、毎回さまざまな一品料理を「本日のおすすめ品」として伊東に出していたが、それらには「なすの握りつぶし」や「玉々袋」などの風変わりな名前が付けられていた。放送期間中の1981年1月と1982年5月には、これらのレシピをまとめた本『大山のぶ代のおもしろ酒肴』が主婦の友社から発売された[7][8]。表紙には、大山とドラえもんのイラストが描かれている。
- 新潟県ではテレビ朝日系フルネット局の新潟テレビ21が開局していなかったため、当時日本テレビ系・フジテレビ系・テレビ朝日系のクロスネット局であった新潟総合テレビが番組の同時ネットを行っていた。